# De profundis (album)
 (juillet 2018).
Si vous disposez d'ouvrages ou d'articles de référence ou si vous connaissez des sites web de qualité traitant du thème abordé ici, merci de compléter l'article en donnant les références utiles à sa vérifiabilité et en les liant à la section « Notes et références ».
Albums de Vader
The Ultimate Incantation
(1992) Black to the Blind
(1997)
De profundis est le deuxième album studio du groupe de death metal polonais Vader. L'album est sorti en septembre 1995 sous le label Pavement Records.
Il faut noter le fait que, avant toute sortie officielle de l'album, les premiers exemplaires sortis de l'usine en Pologne étaient sous le label Croon Records.
En 1997, l'album a connu une ré-édition, elle n'a été vendue qu'au Japon. Elle est sortie sous le label Avalon Records. Deux titres ont été ajoutés à la liste des titres de cette ré-édition. En 2003, une autre ré-édition de l'album a vu le jour, cette fois sous le label Metal Mind Productions. Une reprise du groupe Depeche Mode, I Feel You, a été ajoutée à la liste des titres.

## Musiciens
- Piotr "Peter" Wiwczarek − chant, guitare
- Jaroslaw "China" Labieniec − guitare
- Leszek "Shambo" Rakowski − basse
- Krzysztof "Doc" Raczkowski − batterie

## Liste des morceaux
1. Silent Empire – 4:02
2. An Act of Darkness – 1:56
3. Blood of Kingu – 4:38
4. Incarnation – 3:08
5. Sothis – 3:42
6. Revolt – 3:36
7. Of Moon, Blood, Dream and Me – 3:51
8. Vision and the Voice – 3:29
9. Reborn in Flames – 5:39

### Ré-édition japonaise
1. De Profundis − 1:36
2. The Wrath − 4:53

### Ré-édition de 2003
1. I Feel You − 4:23